# Phorcys (księżyc)
Phorcys, pełna nazwa (65489) Ceto I Phorcys – księżyc planetoidy (65489) Ceto, która należy do grupy centaurów.

## Odkrycie i nazwa
Księżyc Phorcys został odkryty 11 kwietnia 2006 roku na podstawie obserwacji wykonanych przez teleskop Hubble’a. Odkrywcami byli astronomowie Keith S. Noll, Harold F. Levison, W.M. Grundy oraz Denise C. Stephens.
Nazwa oficjalna tego satelity została nadana w listopadzie 2006 roku. Phorcys (pol. Forkys lub Forkos) w mitologii greckiej to bóstwo morskie będące synem Gai i Pontosa oraz bratem i mężem bogini Ceto.

## Orbita i właściwości fizyczne
Księżyc ten ma średnicę ok. 171 km i krąży wokół macierzystego ciała w odległości ok. 1840 km w czasie ok. 9,55 dnia po orbicie o mimośrodzie ok. 0,004, która nachylona jest do równika Ceto pod kątem 68,8°.